# Pick Aréna
A szegedi Pick Aréna, ami Magyarország harmadik és a vidék legnagyobb befogadóképességű rendezvénycsarnoka, egy 2021-ben átadott sportcsarnok a Felső-Tisza-part szomszédságában. A sportcsarnok volt az egyik helyszíne a 2022-es férfi kézilabda-Európa-bajnokságnak.

## Története
2019-ben jelentették be, hogy a Modern Városok Program keretében épülhet fel Szeged új kézilabdacsarnoka a volt városi stadion helyén. A projekt építésének összege 35,8 milliárd forint, ilyen értékű szerződést írtak alá.
Az aréna alapkövét 2019. november 29-én tette le Szabó Tünde sportért felelős államtitkár, Kocsis Máté, a Magyar Kézilabda Szövetség elnöke, Bartók Csaba, a szegedi Fidesz elnöke és Mikler Roland, a MOL-Pick Szeged válogatott kézilabdakapusa. Az építkezés 2020 tavaszán indult, és októberben kezdődtek az épület szerkezetépítési munkái. 2021 januárjában  megindult a jegyértékesítés a 2022-es kézilabda-Európa-bajnokságra, ekkor emelték be az aréna első főtartóját. Márciusban elkészült a lelátórendszere, és ekkor már a tetőszerkezet kiépítése is a befejezési fázisnál járt.
Az arénában található egy legalább nyolcvanfős konferenciaterem, négy edzőterem, valamint két bemelegítőterem, továbbá akadémiai és kollégiumi részleget is kialakítottak, ami több mint 30 gyermek elszállásolását teszi lehetővé bentlakásos formában.
Az arénát 2021. december 9-én adták át. Az első mérkőzés a Pick Szeged–THW Kiel férfi kézilabda Bajnokok Ligája összecsapás volt. A beruházás végösszege nettó 29,325 milliárd forint lett.

## Sportesemények
- 2022-es férfi kézilabda-Európa-bajnokság

## Képgaléria

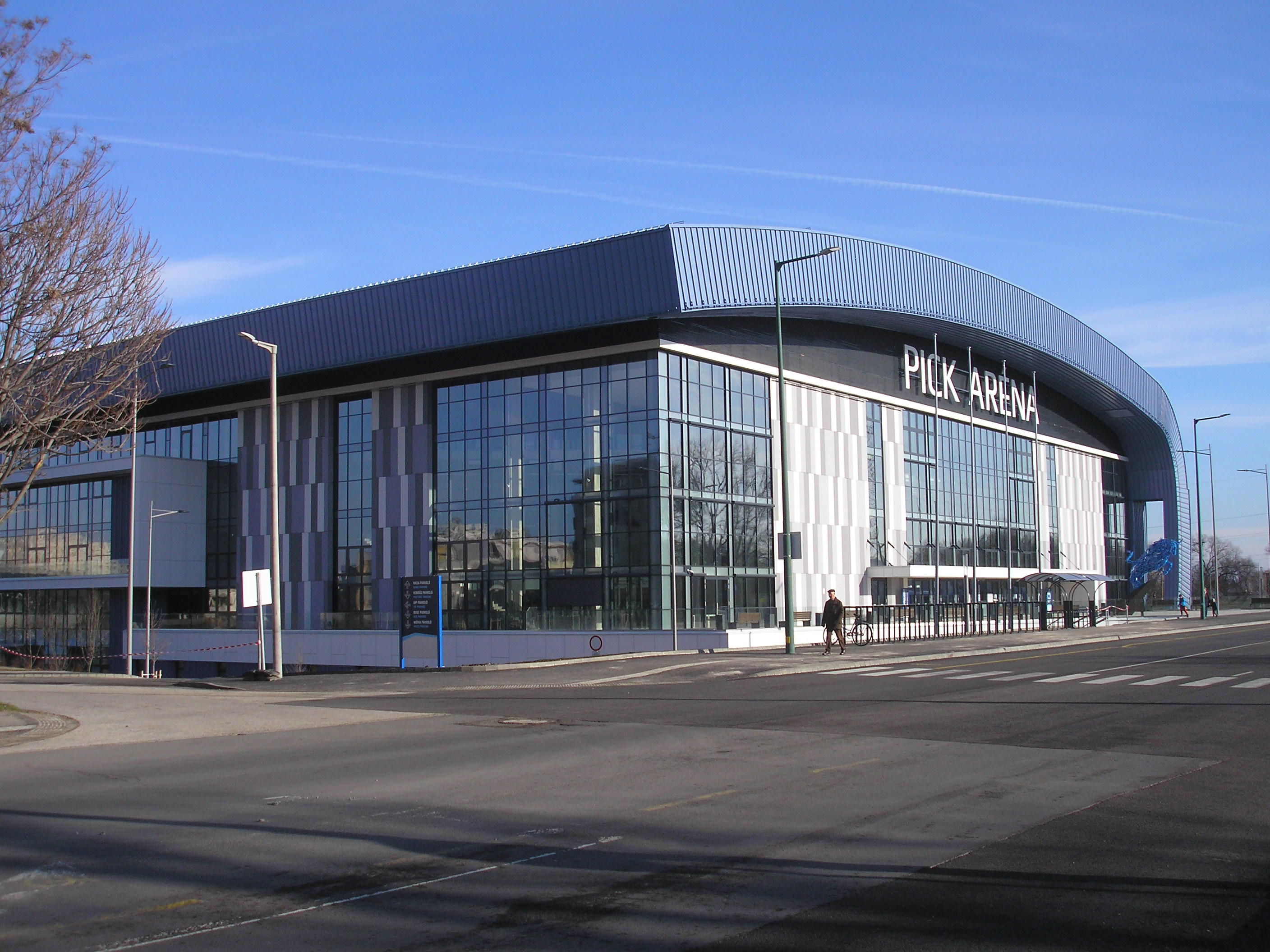
A Pick Aréna a Felső Tisza Partról fotózva
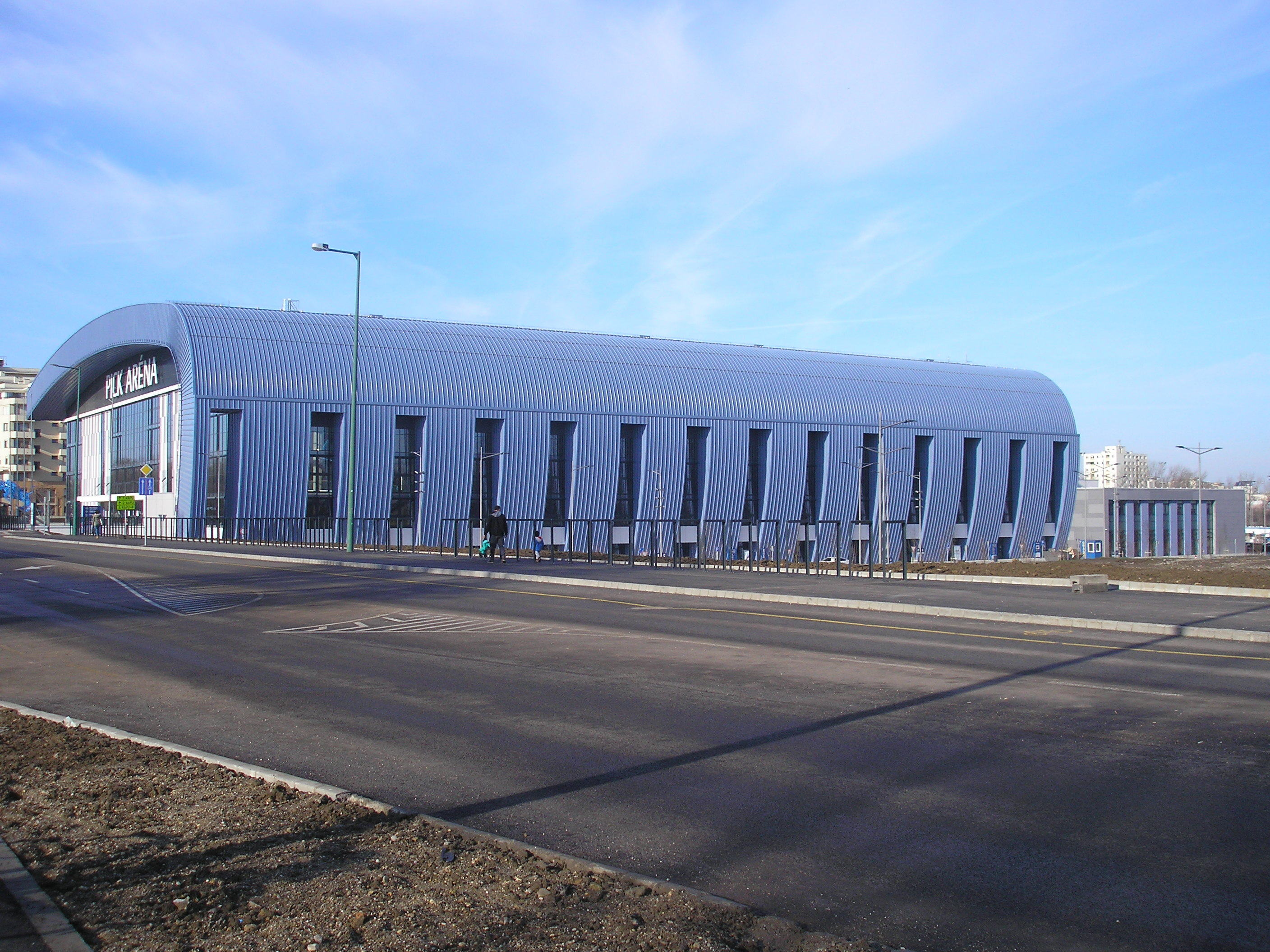
A Pick Aréna Tápé felől fotózva
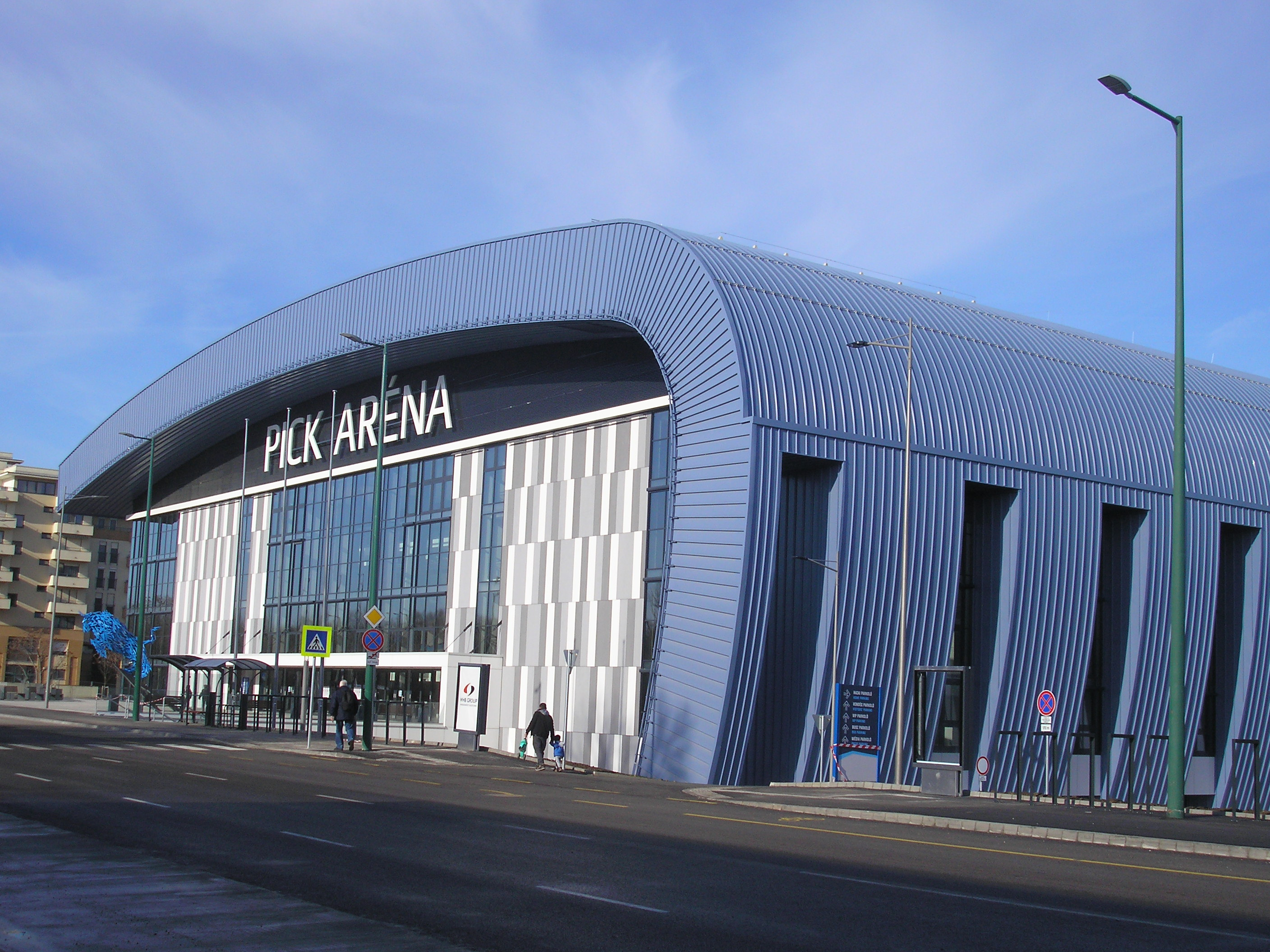
A Pick Aréna Tápé felől fotózva 2
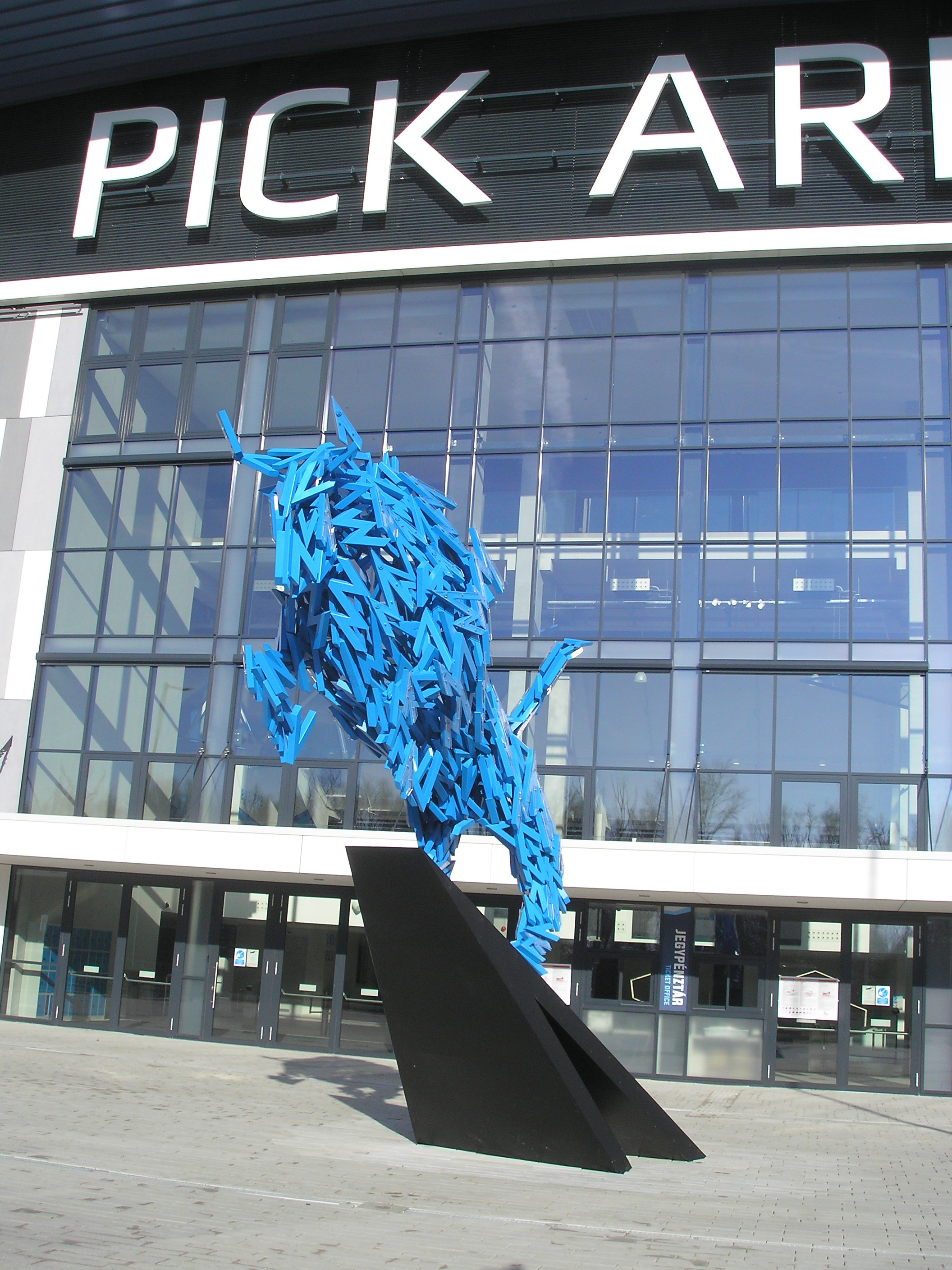
Pick-bika, a csapat kabalája
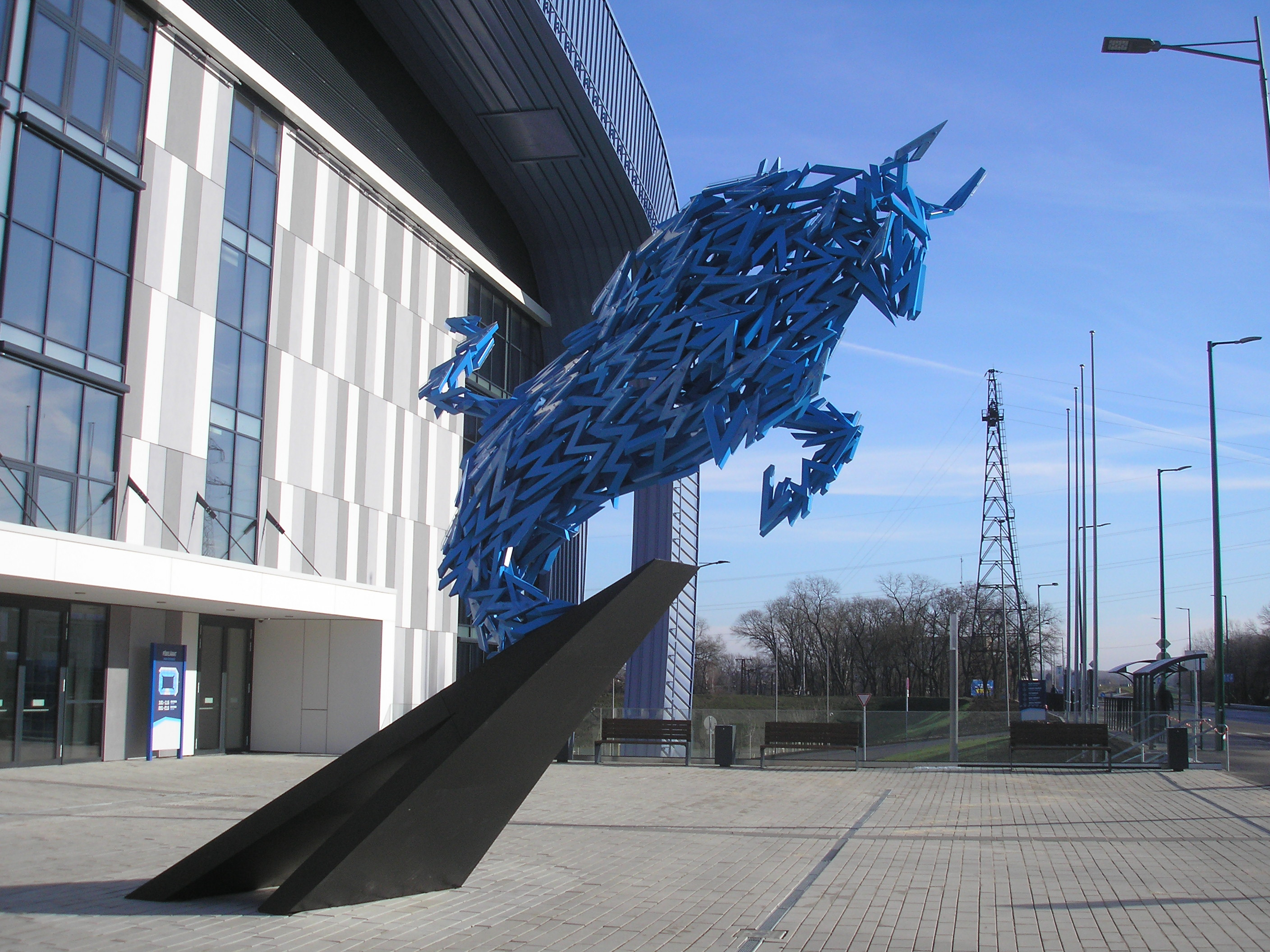
Pick-bika, a csapat kabalaállata